# 生きる事はそんなことさ
「生きる事はそんなことさ」（사는 게 그런 거지|사는 게 그런 거지）は、2021年8月8日に発売された韓国の歌手、チャン・ミンホの5枚目のシングル。

## 解説
『明日はミスター・トロット』のトップ6の一人、ヨンタクがプロデュースしたシングル「Read and Ignored (읽씹 안읽씹)」 の発売から約一年ぶりのデジタルシングル。
同番組の審査員でもあった作曲家のチョ・ヨンスが作・編曲し、プロデュースも担当した。トロット特有の語法にチャン・ミンホのパワフルなボーカルを加え新しい感覚のジャンルの曲になった。 やさしいメロディーや共感を呼ぶ歌詞も大きな話題となる。
トロットジャンルの順位ショーの「ザ·トロットショー」、チャート入り同時に「3位」を記録。
発売記念「V LIVE」はライブ放映時に700万ハートと同時接続1万3000万人を記録。2021年9月末現在、累計1200万ハート、3万6千ビューを記録した。ユーチューブ公式と歌手個人チャンネルとネイバーTVのミュジック・ビデオの合計ビューカウントが100万を超えた。
2021年9月11日、チャン・ミンホは駐日韓国文化院が主催する「第13回オンライン日韓交流おまつり」 のK-POPコンサートプログラムに招待され、この曲を披露。公式的に日本の観客にこの曲を初披露した舞台。この曲と一緒に日本語のバージョンもある"男に言わせるな"を韓国語バージョンで歌った。 司会者の寺本來可がミンホをインタビューする中にこの曲を韓国語で歌った。

### PV
ヨンタクのカメオ出演とチャン・ミンホがモデルを勤めているIldong Foodiesの製品が登場して話題になった。
- 장민호(Jang Min Ho) _ 사는 게 그런 거지(That's Life) - Naver TV
- Jang Min Ho(장민호) _ That's Life(사는 게 그런 거지) - YouTube

## 収録曲
| #         | タイトル                           | 作詞・作曲                    | 編曲                    | 時間 |
| --------- | ---------------------------------- | ----------------------------- | ----------------------- | ---- |
| 1.        | 「生きる事はそんなことさ」         | カン・ウンキョン/チョ・ヨンス | チョ・ヨンス/ハン・ギル | 3:14 |
| 2.        | 「生きる事はそんなことさ(intsr.)」 | カン・ウンキョン/チョ・ヨンス | チョ・ヨンス/ハン・ギル | 3:14 |
| 合計時間: | 合計時間:                          | 合計時間:                     | 合計時間:               | 6:28 |